# Временное национальное собрание

Малый герб Цислейтании (1915—1918)

Временное национальное собрание (нем. Provisorische National Versammlung) — первый парламент Германо-Австрийской Республики. Он функционировал во время и после распада Австро-Венгерской империи с 21 октября 1918 года по 16 февраля 1919 года. Последнее заседание состоялось 6 февраля 1919 года, когда был принят Geschäftsordnung для Учредительного собрания. Собрание состояло из членов Палаты депутатов бывшего Имперского совета, которые представляли немецкоязычные районы австрийской половины дуалистической монархии. Поэтому в нём также участвовали делегаты, чьи территории не могли присоединиться к Германо-Австрии из-за Сен-Жерменского договора. Все 208 депутатов были мужчинами; на выборах 1911 года женщины еще не имели права голоса.
| Временное Национальное Собрание Provisorische Nationalversammlung                                                        | Временное Национальное Собрание Provisorische Nationalversammlung                      |
| Тип | Тип                                                                                    |
| --- | -------------------------------------------------------------------------------------- |
| - Часть Императорского совета (до 12 ноября 1918 г.) Однопалатный переходный законодательный орган (с 12 ноября 1918 г.) |                                                                                        |
| История |                                                                                        |
| Дата основания | 21 Октября 1918                                                                        |
| Дата упразднения | 16 Февараля 1919                                                                       |
| Предшественник | Рейхсрат                                                                               |
| Преемник | Учредительное Национальное Собрание                                                    |
| Руководство |                                                                                        |
| Президиум | - Franz Dinghofer (DNB) - Jodok Fink/Johann Hauser (CS) - Karl Seitz (SDAPÖ)           |
| Структура |                                                                                        |
| Места | 208                                                                                    |
| |                                                                                        |
| Фракции | - DNB (96) - CS (65) - SDAPÖ (38) - Внефракционные кандидаты (5) - Вакантные места (4) |
| Выборы |                                                                                        |
| Последние выборы | Июнь и Июль 1911 года                                                                  |
| Следующие выборы | 16 Февараля 1919 года                                                                  |
| Место встречи |                                                                                        |
| |                                                                                        |
| Первая встреча 21 Октября 1918                                                                                           |                                                                                        |